# عمار أبو رغيف
عمار أبو رغيف عالم دين شيعي وفيلسوف إسلامي عراقي، له العديد من الأطروحات العلمية ومجموعة من المؤلفات والمقالات والدروس والمحاضرات، وهو أحد تلامذة المفكر محمد باقر الصدر، ومن الذين واصلوا العمل على مشروعه الفكري.

## حياته
ولد عمار أبو رغيف في العراق عام 1955م تقريباً، ونشأ في المدارس العصرية، ثم إنتقل إلى الحوزة النجفية بالنجف في العراق، واستطاع أن يجتاز مرحلتي «المقدمات» و«السطوح» في فترة زمنية قصيرة، وكان زميلاً للشيخ حسين معن، ثم انتقل إلى بحث محمد باقر الصدر وأبو القاسم الخوئي في الفقه والأصول، وقد كان الصدر يرعاه برعاية خاصة. وبعد وفاة الصدر انتقل إلى حوزة قم في إيران، وبدأ بالتأليف والتحقيق والتدريس، يجيد اللغة العربية، الانجليزية والفارسية 

## مؤلفاته
له مجموعة من المؤلفات والمقالات والمحاضرات، ومؤلفاته المطبوعة كالتالي: كتب وبحوث ومقالات وترجمات عن الفارسية والأنجليزية، وكتبه هي كالتالي:
- 1. الإدراك البشري
- 2. قراءات نقدية جادة حول كتاب فلسفتنا
- 3. الاسس المنطقية للأستقراء في ضوء دراسة سروش.
- 4. منطق الاستقراء، 3 أجزاء صدر منه الجزء الأول فقط.
- 5. الاسسس العقلية، المنطلقات العقلية للبحث في علم الاصول.
- 6. دراسات في الحكمة والمنهج
- 7. الحكمة العملية، دراسات في النظرية وآثارها التطبيقية. (مجموعة دراسات)
- 8. مقالات عراقية
- 9. محاضرات الاصول التي ألقاها على طلابه ويعتزم نشرها، وهي في طور الإعداد إذ يحررها حاليا.
- 10. كتاب عن كارل بوبر، انجز الفصل الأول والثاني

### ترجمات عن اللغة الفارسية
- 1. اصول الفلسفة والمنهج الواقعي- محمد حسين الطباطبائي
- 2. شرح المنظومة – مرتظى مطهري
- 3. مسألة الحجاب، مرتضى مطهري
- 4. نطام حقوق المرأة في الإسلام، مرتضى مطهري
- 5. شمس المغرب، محمد رضا حكيمي
- 6. من الهجرة إلى الوفاة، علي شريعتي
- 7. الأمة والإمامة، علي شريعتي
- 8. دراسة في العلاقة بين العلم والأخلاق، أبو القاسم فنائي- مقال

### البحوث والمقالات المحكمة
- 1. افتتاحيات مجلة الفجر، في الفترة التي كان يترأس تحريرها.
- 2. نظرية الإدراك
- 3. مدخل منهجي لدراسة النظرية التربوية في الإسلام
- 4. ماذا جاء حول كتاب فلسفتنا؟!
- 5. مدخل نقدي لدراسة الفكر الوجودي وفلسفة كارل ياسپرز
- 6. اطلالة على حياة صدر الدين الشيرازي ومنهجه الفلسفي
- 7. دراسة حول نظرية الجمال
- 8. قراة في تجديد التفكير الديني في الإسلام
- 9. ملاحظات حول الثقافة والمنهج.
- 10. نظرية المعرفة بين الشهيدين المطهري والصدر
- 11. اصالة الوجود عند صدر الدين الشيرازي.
- 12. الحكمة العملية في ضوء اتجاهات: نصير الدين الطوسي.
- 13. هوية الأحكام العملية
- 14. العقل العملي في ضوء دراسات الصدر الأصولية
- 15. العقل العملي .. آفاق ونتائج
- 16. العقل العملي في درس الاجتهاد والتقليد
- 17. العقل العملي في ضوء الجدل الإيراني المعاصر.
- 18. قراءات في حكمة الغرب الحديثة، ولتر ستيس واشكاليات الحكمة العملية.
- 19. العقل العملي قراءة جديدة.
- 20. مقال طبع كتقديم لكتاب: العقل العملي في اصول الفقه- لميثاق طالب العسر
- 21. آفاق الإحياء والتجديد في الفكر الإسلامي 1: الرأي السديد في درس التجديد.
- 22. آفاق الإحياء والتجديد في الفكر الإسلامي 2 : اسلمة العلوم وادلجة المعرفة
- 23. مشروع التنظير الاقتصادي الإسلامي عند السيد محمد باقر الصدر
- 24. التاسيس في فكر الشهيد الصدر، مجلة قضايا اسلامية، العدد الثالث.
- 25. نظرية المعرفة في ضوء الاسس المنطقية للاستقراء
- 26. الأسس المنطقية للاستقراء..وإشكالية الحداثة
- 27. فلسفة العلم المعاصر وميتافيزيقيا المعرفة
- 28. الديمقراطية.
- 29. الطائفية.
- 30. الفقه الإسـلامي بين الأصـالة والمعـاصـرة
- 31. شبهات وردود.
- 32. حجية العقل.
- 33. كارل بوبر، نصوص ودروس
- 34. قراءة النصوص وفلسفة الدلالة

## تأسيسه مركز الرعاية لدراسات الجادة
أسس مركز رعاية الدراسات الجادة، الذي له مجموعة من الأصدرات المحكمة.